# Barna pávafácán

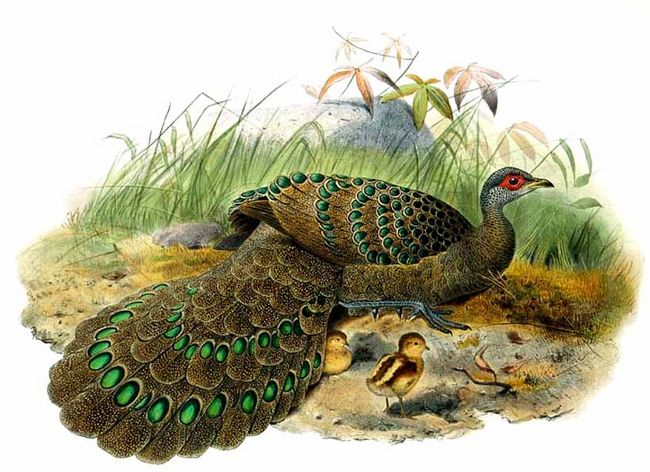

A barna pávafácán (Polyplectron germaini) a madarak osztályának tyúkalakúak (Galliformes) rendjébe és a fácánfélék (Phasianidae) családjába tartozó faj.

## Rendszerezése
A fajt Daniel Giraud Elliot amerikai zoológus írta le 1866-ban. Tudományos nevét Louis Rodolphe Germainról kapta.

## Előfordulása
Kambodzsa délkeleti részén és Vietnám déli területein honos. A természetes élőhelye szubtrópusi és trópusi esőerdők és száraz erdők. Nem vonuló faj.

## Megjelenése
A hím testhossza 56–60 centiméter, ebből a farka 25–32 centiméter, a tojó testhossza 48 centiméter, a farka 22-25 centiméter. A hím súlya 510 gramm, a valamivel kisebb tojóé 397 gramm. Farka lekerekített és rengeteg fénylő pávaszemmel díszített. Pofáján van egy apró tollatlan, vöröses felület. Külsőleg nagyon emlékeztet a szürke pávafácánra. Azonban nem lehet a szabad természetben összetéveszteni a két fajt, mert közös területen nem fordulnak elő.

## Életmódja
A szabadban való életmódja nemigen ismert. Fogságban tartott egyedeknél úgy tűnik, hogy monogám kapcsolatban élnek ami nem igazán jellemző a pávafácánokra.

## Szaporodása
A hím mint minden pávafácán faj egy rituális násztánccal igyekszik elcsábítani a tojót. Tollait mutogatja  a tojónak, farkát felmereszti, hogy minél inkább feltűnjenek díszes pávaszemei.
Költési szokásai nemigen ismertek. Fogságban a tojó évente három-hat alkalommal költ, fészekaljanként 1-2 tojást rakva. A költési idő 21 nap. A fióka kizárólag rovarokkal táplálkozik. Egy ideig szülei etetik, de igen hamar meg kell tanulnia önállóan élni, mert a tojó igen hamar újabb költésbe kezd.